# میرمن قمرگل
میرمن قمرگل فرزند گل شیرین خان بتاریخ ۲۷ جدی ۱۳۳۰ در قریه شگه ولایت ننگرهار به دنیا آمد. بانو قمرگل هنرمند و یکی از پیشگامان نهضت زن، امروز در کشور کانادا بود. ‏شوهر او زاخیل یکی از آهنگسازسازان و شاعر زبان پشتو افغانستان بود. او برای تعداد زیادی از هنرمندان پشتو خان افغانستان آهنگ ساخته‌است. قمرگل از سال ۱۳۳۸ ‏زندگی هنری‌اش را آغاز در ۱۸ قوس ۱۴۰۱ در شهر تورنتو کانادا به عمر ۷۱ سالگی درگذشت.
‏

## زندگی هنری وکارنامه میرمن قمرگل
‏او زمان که هفت سال داشت. در عروسی‌ها و دیگر خوشی‌های قریه اش آواز می‌خواند. تا سرانجام به ولایت ننگرهاررسید و توجه هنردوستان را به سویی خود جلب نمود‎.
مردم ولایت ننگرها از استعداد هنری او مستفید شدند و در نشست‌های خوشی از او دعوت می‌نمودند. میرمن قمرگل در جریان آوازخوانی خود به قریه‌های بیشماری رفت و محافل مردم را خوش و مسرور ساخت. پس از گذشت زمان قمرگل یک هنرمند شناخته شده در سطح ولایتش گردید و مقام خواننده محلی را از سویی هم شهریانش کسب نمود‎.
بعد از سپری نمودن مدتِ کوتاه هم شهری او را به استاد خیال معرفی نمود. استاد خیال از وی خواست، تا آهنگ‌هایش را در رادیو تلویزیون ملی افغانستان ضبط کند‎.
میرمن قمرگل دعوت استاد خیال را پذیرفت و نخستین آهنگ‌ش را تحت عنوان "په ما مینه سترگی دی سری دی …" و آهنگ دیگر بنام "زه انتظارکوم دستا د سترگو" را ضبط نمود که بعد از نشر آن آهنگ، نام قمرگل بسرزبان‌ها افتاد‎.
میرمن قمرگل بعد از کسب آن شهرت، بوجود یک آهنگساز ضرورت پیدا نمود تا آهنگهایش را بشکل اساسی ضبط و از شیوه محلی بیرون بکشد‎.
استاد زاخیل که خود شاعر وآهنگساز ولایت ننگرهار بود، با میرمن قمر گل معرفت حاصل کرد و استاد زاخیل اولین اهنگش را بنام «زه چه په توروسترگو تور رنجه کومه پوری موری» و آهنگ «زه به جارو کرم زیازتونه شنکی بابا» را برایش آهنگسازی نمود‎.
میرمن قمرگل در جمع هنرمندان با شهرت و محبوب زبان پشتو اخذ مقام کرد. بعد از مدتی قمرگل در سن نوزده سالگی با استاد زاخیل ازدواج نمود. قمرگل بخاطر ادامه کار هنریش با رادیو افغانستان، از ولایت ننگرهار به کابل نقل مکان نمود و در سید نورمحمد شاه مینه سکونت دایمی اختیار کرد‎.
میرمن قمرگل با آهنگ «ورو ورو کیژده قدمونه آشنا» سرآمد هنرمندان زبان پشتو گردید و از طرف محمد ظاهر شاه، پادشاه افغانستان به اخذ مدال طلا موفق شد‎. استاد زاخیل که خود هنرمند چند بعدی شاعر، آواز خوان و آهنگساز بود، بهترین اشعار از خودش و شاعران زبان پشتو مانند رحمان بابا، امین‌الله ملنگ جان، ‏نصرالله حافظ، امان‌الله سیلاب، حمزه شنواری، بابرزی شنواری، وحدت وغیره را انتخاب و برای همسرش کمپوزمی نمود‎.

## جوایز و اخذمدال میرمن قمرگل
قمرگل با اجرای آهنگ «زه سپینه کوتره یم اوچته پروازونه کرم» ازطرف سردارمحمد داوودخان در زمان ریاست جمهوری آن مفتخر به مدال طلا گردید‎.
همچنان از طرف نخست‌وزیر وقت پاکستان ذوالفقارعلی بوتو ‏در سال ۱۹۷۲ بحیث هنرمند جنجره طلایی افغان شناخته شد و جوایز و تحایف زیاد نصیب گردید‎. در سال ۱۹۸۳ از سویی ببرک کارمل رئیس‌جمهور افغانستان نیز ملقب به هنرمند حنجره طلایی گردید و مدال طلا بدست آورد‎.
درزمان ریاست جمهوری نجیب الله درسال ۱۹۸۸ به پاس آهنگهای میهنی، رزمی در رابطه با صلح وآشتی ملی، مدال طلا حاصل نمود و از طرف وزیر دفاع برایش اعطا گردید‎.
در سال ۱۹۹۸ از طرف سازمان فرهنگی افغان‌های ایالت کالیفرنیا ایالات متحده آمریکا، خانم قمر گل خوبترین خواننده همان سال شناخته شد‎. در سال ۲۰۰۷ از طرف رئیس‌جمهور افغانستان حامد کرزی لقب «‏بلبل افغانستان» را نصیب شد‎. در سال ۲۰۰۹ بنا برابتکار حیات الله بیات رئیس تلویزیون آریانا که از کابل نشرات می‌نماید، به اساس نظرخواهی مردم افغانستان از طرف تلویزیون آریانا «جایزه فوق‌العاده در موزیک» (Excellence in music Award) بدست آورد‎.
میرمن قمرگل در کانادا نیز از جانب مردم تقدیر گردیده‌است Outstanding community Award طی محفل در حضور داشت، باشنده گان شهر تورنتو ایالت انتاریو کانادا برایش اعطا گردید‎.

## زندگی شخصی
او هشت فرزند بدنیا آورد، از جمله دو فرزندش اسدالله زاخیل وایمل زاخیل قدم‌های پدر و مادرشان را در عرصه هنر آواز خوانی، آهنگسازی، و سرودن اشعار تعقیب می‌دارند‎.
میرمن قمرگل در سال ۱۹۹۷، ترک وطن نمود. او به پاکستان اقامت گزید و درسال ۱۹۹۸ به کانادا با دو فرزندش " ایمل زاخیل و خیبر زاخیل ‏"اقامت دایمی حاصل نمود‎.
در سال ۱۹۹۰ پسرش داوود زاخیل بسن ۲۲ ساله گی در اثر جنگ داخلی افغانستان از دست داد و پسر دیگرش میرویس زاخیل، ۱۹ ساله مفقودالاثر شد. وی سرانجام بتاریخ ۹ دسمبر ۲۰۲۲ به عمر ۷۱ سالگی به اثر مریضی درگذشت. محمد دین زاخیل" را در سال ۱۳۷۰خورشیدی در اثر تکلیف قلبی درگذشت.

## موخذ
- ستاره درخشان موسیقی افغانستان قمرگل درگذشت در وبگاه افغانستان انترنیشنال

- قمرگل، آوازخوان خوش صدای زبان پشتو درگذشت نوشته فیروز صدیقی در وبکاه خامه پرس

- بانو قمرگل درگذشت | نگاهی کوتاه به زندگی هنری بلبل افغانستان نوشته تلویزون آمو دروبگاه آمو

- قمرگل سرو همیشه سبز باغستان موسیقی افغانستان نوشته ماریا دارو ویبساید فردا مقیم مسکو

- صفحه فیس بوک حقجو معیشت نوشته شرین نظری زندگی هنری میرمن قمرگل
- افتخار نوشته پولاد از هالند در مورد خانواده قمرگل در ویبساییت آریایی